# Steganacarus tumidus
Steganacarus tumidus är en kvalsterart som beskrevs av Wojciech Niedbała 2004. Steganacarus tumidus ingår i släktet Steganacarus och familjen Phthiracaridae. Inga underarter finns listade i Catalogue of Life.